# Петрово (Туношенское сельское поселение)
Петрово — село в Ярославском районе Ярославской области России,  входит в состав Туношенского сельского поселения. 

## География
Расположено в 10 км на запад от центра поселения села Туношна и 10 км на юг от Ярославля.

## История
Точная дата постройки каменного, трехглавого храма в селе с шатровой колокольней неизвестна. Предположительно, храм построен в начале XVIII века, колокольня возведена в конце XIX - начале XX века. Престолов было два: во имя славных и всехвальных первоверховных апостолов Петра и Павла; во имя святителя Николая Чудотворца.
В конце XIX — начале XX село входило в состав Никольской волости Ярославского уезда Ярославской губернии.
С 1929 года село входило в состав Телищевского сельсовета Ярославского района, с 1954 года — в составе Туношенского сельсовета, с 2005 года — в составе Туношенского сельского поселения.

## Население
| 1859 | 1914 | 2007 | 2010 |
| ---- | ---- | ---- | ---- |
| 16   | ↗24  | ↘2   | ↗3   |

## Достопримечательности
В селе расположена действующая Церковь Петра и Павла (1715).